# Thestor dryburghi
Dryburgh's Skolly (Thestor dryburghi) là một loài bướm ngày thuộc họ Bướm xanh. Đây là loài đặc hữu của Nam Phi ở đó nó is only known from miền bắc Namaqualand in succulent Karoo-covered hills at Kamieskroon to the north-west of Steinkopf in the North Cape.
Sải cánh dài 34–37 mm đối với con đực và 36–38 mm đối với con cái. Con trưởng thành bay từ tháng 8 đến tháng 10. Có một lức một năm.